# Drenaje linfático manual

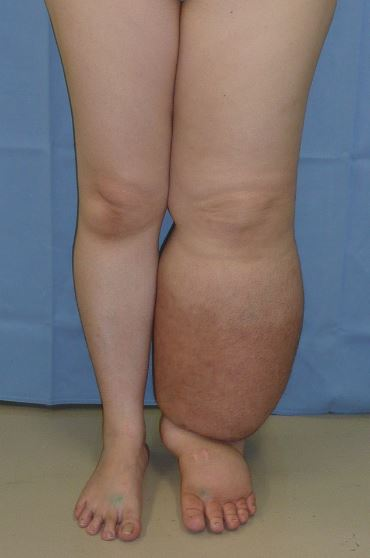
El drenaje linfático manual se usa como complemento terapéutico en los casos de linfedema.

El drenaje linfático manual (DLM) es una técnica de masoterapia que se engloba en los campos de la fisioterapia y la medicina alternativa. Está basado en una hipótesis no comprobada de que se puede estimular el drenaje natural de la linfa, que transporta los productos de desecho de los tejidos hacia el corazón. El drenaje linfático manual utiliza una cantidad específica de presión (menos de 40 gramos por cm cuadrado o aproximadamente 4 kPa) y movimientos circulares rítmicos para estimular el flujo linfático. Está orientado a la "activación del funcionamiento del sistema linfático superficial para mejorar la eliminación de líquido intersticial y de las moléculas de gran tamaño y facilitar su evacuación".
Los estudios clínicos de MLD concluyen que se requiere un estudio adicional de la práctica antes de recomendarla como un tratamiento de salud efectivo. Y aunque es usado como tratamiento complementario en casos de linfedema, no se ha demostrado que tenga efectos significativos.
En el caso de la medicina alternativa, es un tipo de masaje que pretende "desintoxicar" el cuerpo mediante la remoción de "bloqueos" del sistema linfático y como tal no tiene fundamento científico.

## Historia
La práctica del drenaje linfático manual fue iniciada por los doctores daneses Emil Vodder y Estrid Vodder en la década de 1930 para el tratamiento de la sinusitis crónica y otros trastornos inmunes. Mientras trabajaban en la Riviera francesa tratando a pacientes con resfriados crónicos, los Vodders notaron que estos pacientes tenían ganglios linfáticos inflamados.
En la década de 1930, el sistema linfático no era bien comprendido. Sin embargo esto no disuadió a los Vodders y, en 1932, comenzaron a estudiar el sistema linfático, desarrollando una técnica de movimientos ligeros y rítmicos con las manos para promover el movimiento linfático. En 1936, introdujeron esta técnica en París, Francia, y después de la Segunda Guerra Mundial, regresaron a Copenhague para enseñar a otros practicantes a usar esta terapia.

## Práctica actual
Los terapeutas pueden recibir hoy la certificación a través de clases especiales impartidas por varias organizaciones especializadas en drenaje linfático manual, o mediante un curso completo de certificación de tratamiento del linfedema.
Estudios científicos muestran resultados mixtos con respecto a la eficacia del método en el tratamiento del linfedema y se necesitan más estudios.
Una revisión sistemática de 2013 del drenaje linfático manual con respecto al linfedema relacionado con el cáncer de mama no encontró un apoyo claro para la efectividad de la intervención en la prevención del edema de las extremidades en mujeres en riesgo o en el tratamiento de mujeres para la afección. Otro estudio sobre tratamiento de linfedema no encontró efectos significativos del DLM en la reducción del volumen de la inflamación.

## Contraindicaciones
El drenaje linfático manual se encuentra contraindicado en las siguientes condiciones y por lo tanto no debe aplicarse en caso de presentarse alguna de ellas:
- Insuficiencia cardíaca descompensada.[12]
- Coágulos sanguíneos.[13]
- Edema cardiaco[12]
- Insuficiencia cardíaca congestiva.[12]
- Infecciones en la piel.[13]
- Inflamación aguda causada por gérmenes patógenos (bacterias, hongos, virus). Los gérmenes podrían propagarse mediante el drenaje linfático manual, con el resultado de envenenamiento de la sangre (sepsis).[12]
- Falla renal aguda.[12]